# The Murmaids
The Murmaids waren ein US-amerikanisches  R&B-Gesangstrio der 1960er Jahre.

## Geschichte
Carol und Terry Fischer sind die Töchter des musikalischen Direktors von Frankie Laine. 1963 sprachen sie, zusammen mit Sally Gordon, bei dem Musikproduzenten Kim Fowley vor, der gerade einen Song  mit dem Titel Popsicles and Icicles von David Gates vorliegen hatte.  Fowley nahm den Song mit dem Trio auf und sie erreichten damit im selben Jahr Platz 3 der US-Charts.

## Diskografie (Auswahl)

### Singles
- 1963: Popsicles and Icicles
- 1964: Heartbreak Ahead
- 1964: Wild And Wonderful
- 1965: Stuffed Animals
- 1966: Go Away
- 1968: Paper Sun

### Alben
- 1980: The Murmaids Resurface
- 1995: Popsicles and Icicles
- 2002: Murmaids Splash Back!